# Arūnas Martinkevičius

Arūnas Martinkevičius 2011

Arūnas Martinkevičius (* 25. Mai 1962 in Kaunas) ist ein litauischer Unternehmer, Präsident des litauischen Konzerns UAB SBA  und dessen einziger Aktionär. SBA verwaltet einige Holdings in der litauischen Möbelindustrie (wie VMG, SBA Furniture u. a.) Sein Vermögen wird auf 100 Mio. Euro geschätzt.

## Leben
Arūnas Martinkevičius begann seine Geschäftstätigkeit nach dem Abitur. 1989 gründete er das Handelsunternehmen  UAB “Arūnas”  und war in der Möbelindustrie tätig.
2000 schloss Arūnas Martinkevičius das Studium des Internationalen Managements an der Technischen Universität Kaunas ab.

## Ehrungen
- Orden für Verdienste um Litauen, 2003
- Titel eines Mäzens der Universität Vilnius, 2005